# Tachychlora flavicoma
Tachychlora flavicoma är en fjärilsart som beskrevs av W. Warren 1906. Tachychlora flavicoma ingår i släktet Tachychlora och familjen mätare. Inga underarter finns listade i Catalogue of Life.